# BOB VT 100
De BOB VT 100 is een dieseltreinstel van het type Integral S5D95, een zogenaamde lichtgewichttrein met lagevloerdeel voor het regionaal personenvervoer van de Zuid-Duitse spoorwegmaatschappij Bayerische Oberlandbahn (BOB).

## Geschiedenis
De Integral type S5 D95 werd oorspronkelijk ontworpen door dr. Rudolf Sommerer voor de modernisering van de S-Bahn van Wenen. Door de modulaire bouw van de treinen was het mogelijk om de trein uit 3, 5, 7, 9 of 11 delen te laten bestaan. Ook werd gedacht aan dubbeldeks-modulen en aan elektrische aandrijving.

## Constructie en techniek
Het treinstel is opgebouwd uit een aluminium frame. Typerend aan dit treinstel is de toepassing van een Scharfenbergkoppeling met de grote voorruit. De treinen werden geleverd als vijfdelig dieseltreinstel met hydraulische transmissie. De trein heeft een lagevloerdeel. Deze treinen kunnen tot vijf stuks gecombineerd rijden en zijn uitgerust met luchtvering.

### Namen
De Bayerische Oberlandbahn heeft de volgende namen op de treinen geplaatst:
- VT101 München
- VT102 Agatharied
- VT103 Valley Darching
- VT104 Bayrischzell
- VT105 Reichersbeuern
- VT106 Hausham
- VT107 Bad Tölz
- VT108 Gaißach
- VT109 Gmund am Tegernsee
- VT110 Holzkirchen
- VT111 Tegernsee
- VT112 Miesbach
- VT113 Lenggries
- VT114 Fischbachau
- VT115 Schaftlach
- VT116 Schliersee
- VT117 Warngau, Kinderland-Zug

## Treindiensten
De treinen werden door de Bayerische Oberlandbahn ingezet op de volgende trajecten; hierbij werd de volgende omloop gehanteerd:
- Eenheid 1: München - Bayrischzell - München - Tegernsee - München - Lenggries - München
- Eenheid 2: München - Lenggries - München - Bayrischzell - München - Tegernsee - München
- Eenheid 3: München - Tegernsee - München - Lenggries - München - Bayrischzell - München

De treinen zijn in 2020 verkocht aan Regiobahn in Nordrhein-Westfalen en worden ingezet op lijn S28 van de S-Bahn Rhein-Ruhr van Wuppertal via Mettmann en Düsseldorf naar Kaarster See. Momenteel word dit traject geëlektrificeerd en zullen de Integrals vanaf medio 2026 vervangen worden door elektrische Stadler Flirt treinstellen.